# Thrasops
Thrasops är ett släkte av ormar. Thrasops ingår i familjen snokar.
Arterna är med en längd av 150 till 300 cm stora ormar. De lever i tropiska delar av Afrika. Individerna vistas i skogar och klättrar på träd. De jagar grodor, ödlor och små däggdjur. Honor lägger ägg.
Arter enligt Catalogue of Life och The Reptile Database:
- Thrasops flavigularis
- Thrasops jacksonii
- Thrasops occidentalis
- Thrasops schmidti